# Rolampont
Rolampont és un municipi francès situat al departament de l'Alt Marne i a la regió del Gran Est. L'any 2007 tenia 1.616 habitants.

## Demografia

### Població
El 2007 la població de fet de Rolampont era de 1.616 persones. Hi havia 674 famílies de les quals 204 eren unipersonals (80 homes vivint sols i 124 dones vivint soles), 201 parelles sense fills, 209 parelles amb fills i 60 famílies monoparentals amb fills.
La població ha evolucionat segons el següent gràfic:
Habitants censats

### Habitatges
El 2007 hi havia 818 habitatges, 689 eren l'habitatge principal de la família, 28 eren segones residències i 101 estaven desocupats. 696 eren cases i 121 eren apartaments. Dels 689 habitatges principals, 454 estaven ocupats pels seus propietaris, 212 estaven llogats i ocupats pels llogaters i 24 estaven cedits a títol gratuït; 7 tenien una cambra, 36 en tenien dues, 122 en tenien tres, 216 en tenien quatre i 308 en tenien cinc o més. 451 habitatges disposaven pel capbaix d'una plaça de pàrquing. A 295 habitatges hi havia un automòbil i a 304 n'hi havia dos o més.

### Piràmide de població
La piràmide de població per edats i sexe el 2009 era:
| Homes | Edats   | Dones |
| ----- | ------- | ----- |
| 0     | 95 o +  | 0     |
| 4     | 90 a 94 | 8     |
| 4     | 85 a 89 | 20    |
| 8     | 80 a 84 | 12    |
| 32    | 75 a 79 | 40    |
| 28    | 70 a 74 | 52    |
| 48    | 65 a 69 | 40    |
| 44    | 60 a 64 | 44    |
| 48    | 55 a 59 | 36    |
| 52    | 50 a 54 | 44    |
| 44    | 45 a 49 | 56    |
| 52    | 40 a 44 | 64    |
| 80    | 35 a 39 | 56    |
| 48    | 30 a 34 | 48    |
| 40    | 25 a 29 | 36    |
| 44    | 20 a 24 | 24    |
| 56    | 15 a 19 | 60    |
| 60    | 10 a 14 | 44    |
| 76    | 5 a 9   | 44    |
| 16    | 0 a 4   | 36    |

## Economia
El 2007 la població en edat de treballar era de 1.039 persones, 732 eren actives i 307 eren inactives. De les 732 persones actives 653 estaven ocupades (363 homes i 290 dones) i 79 estaven aturades (33 homes i 46 dones). De les 307 persones inactives 148 estaven jubilades, 79 estaven estudiant i 80 estaven classificades com a «altres inactius».

### Ingressos
El 2009 a Rolampont hi havia 689 unitats fiscals que integraven 1.675 persones, la mediana anual d'ingressos fiscals per persona era de 16.867 €.

### Activitats econòmiques
Dels 58 establiments que hi havia el 2007, 2 eren d'empreses alimentàries, 1 d'una empresa de fabricació de material elèctric, 9 d'empreses de fabricació d'altres productes industrials, 9 d'empreses de construcció, 11 d'empreses de comerç i reparació d'automòbils, 9 d'empreses de transport, 4 d'empreses d'hostatgeria i restauració, 1 d'una empresa d'informació i comunicació, 2 d'empreses immobiliàries, 2 d'empreses de serveis, 6 d'entitats de l'administració pública i 2 d'empreses classificades com a «altres activitats de serveis».
Dels 22 establiments de servei als particulars que hi havia el 2009, 1 era una oficina d'administració d'Hisenda pública, 1 gendarmeria, 1 oficina de correu, 1 una oficina bancària, 6 tallers de reparació d'automòbils i de material agrícola, 2 paletes, 1 guixaire pintor, 1 fusteria, 1 lampisteria, 2 electricistes, 2 empreses de construcció, 2 perruqueries i 1 restaurant.
Dels 5 establiments comercials que hi havia el 2009, 1 era una gran superfície de material de bricolatge, 2 fleques, 1 una peixateria i 1 una joieria.
L'any 2000 a Rolampont hi havia 28 explotacions agrícoles que ocupaven un total de 1.736 hectàrees.

## Equipaments sanitaris i escolars
L'únic equipament sanitari que hi havia el 2009 era una farmàcia.
El 2009 hi havia 1 escola maternal i 1 escola elemental.

## Poblacions més properes
El següent diagrama mostra les poblacions més properes.